# Blocus de la bande de Gaza depuis 2023
Pour les articles homonymes, voir Siège ou bataille de Gaza.
Ne doit pas être confondu avec Blocus de la bande de Gaza de 2007.
Guerre à Gaza depuis 2023 - Conflit israélo-palestinien
Depuis le 9 octobre 2023, Israël impose un blocus total de la bande de Gaza, visant l'entrée de nourriture, d'eau, de médicaments, de carburant et d'électricité, en réponse à l'attaque du 7 octobre du Hamas contre Israël. Ce blocus humanitaire entraîne une famine et des émeutes de la faim. Il s'inscrit dans la continuité du blocus imposé par Israël depuis 2007.

## Blocus
Le blocus total de Gaza est annoncé le 9 octobre 2023 par le ministre israélien de la défense, Yoav Galant. « Nous assiégeons complètement Gaza... Pas d'électricité, pas de nourriture, pas d'eau, pas de gaz - tout est fermé » annonce-t-il,. « Nous combattons des animaux humains et nous agissons en conséquence » ajoute-t-il,,. Le porte-parole du ministre israélien de l'énergie (en), Israël Katz, déclare que ce dernier a ordonné l'interruption de l'approvisionnement en eau de Gaza, avec effet immédiat. Des chars et des drones israéliens sont chargés de surveiller les ouvertures dans la barrière frontalière entre la bande de Gaza et Israël et de faire respecter le blocus.
En raison du blocus, la seule centrale électrique de la bande de Gaza est à l'arrêt par manque de carburant le 11 octobre à 14 h, ce qui entraîne une coupure d'électricité à Gaza. Pour éviter une crise humanitaire, l’Organisation des Nations unies (ONU) et les États-Unis demandent l'ouverture d’un couloir humanitaire pour permettre de ravitailler la population avec des biens de première nécessité, l'acheminement de médicaments et de carburant pour la production de l’électricité. Le 12 octobre, le Comité international de la Croix-Rouge (CICR) annonce que le stock de carburant qui permet le fonctionnement des générateurs des hôpitaux, sera épuisé « dans quelques heures »,.
Le 13 octobre, le ministre israélien des Communications, Shlomo Karhi, annonce que la bande de Gaza sera privée d'accès à Internet à partir du lendemain. Le 28 octobre, après de nombreux appels en ce sens, Elon Musk annonce que son service Starlink fournira aux « organisations d'aide internationalement reconnues » une connexion internet par satellite pour contourner le blocus,. Shlomo Karhi déclare qu'Israël utilisera l'ensemble des « moyens à sa disposition » pour empêcher cela. Le 27 novembre, Shlomo Karhi annonce finalement que Musk a accepté de ne pas activer Starlink pour Gaza sans l'accord préalable d'Israël.

### Blocus humanitaire et famine
Le blocus imposé par Israël sur l'entrée de l'aide humanitaire provoque une famine effroyable ; les ressources alimentaires sont pillées par des clans mafieux, dont les attaques sont soutenues systématiquement par des drones israéliens « dans le but de préparer l’éviction des agences de l’ONU et d’y créer le chaos ».
Les distributions des rares nourritures autorisées à entrer à Gaza, confiées par Israël à des sociétés privées, donnent lieu à des fusillades quotidiennes sur les Palestiniens par l'armée israélienne. Le Haut-Commissariat aux droits de l'Homme de l'ONU déplore ainsi la mort, en deux mois, de plus de 1 000 personnes qui cherchaient à obtenir de l'aide humanitaire.
Selon Jens Laerke, porte-parole du Bureau de la coordination des affaires humanitaires de l'ONU (Ocha), il s'agit de « l'une des opérations d'aide humanitaire les plus entravées, non seulement aujourd'hui dans le monde, mais aussi dans l'histoire récente »,.

## Réactions
L'Organisation des Nations unies considère que le « siège complet » de la bande de Gaza est prohibé par le droit international humanitaire et s'y oppose, tout comme l'Union européenne.
Pour l'ONG Amnesty International, les « crimes de guerre » du Hamas ne doivent pas dispenser Israël de respecter le droit international humanitaire et de protéger les populations civiles. Israël doit donc lever le blocus de la bande de Gaza.
Karim Khan, procureur de la Cour pénale internationale, considère qu'« empêcher l’accès de l’aide humanitaire peut constituer un crime ». De plus, il indique que « les écoles, les hôpitaux et les mosquées » ne doivent pas être des cibles militaires. Dans le même temps il demande la libération des otages détenus à Gaza par le Hamas.
Une enquête menée par l'Associated Press et l'organisation d'investigation israélienne Shomrim révèle que les États-Unis et Israël ont autorisé des dons déductibles d'impôts totalisant plus de 200 000 dollars à plusieurs groupes extrémistes d'extrême droite israéliens impliqués dans le blocage et la perturbation de l'acheminement de l'aide humanitaire vers la bande de Gaza.
Le 23 juillet 2025, la France accuse Israël de provoquer la famine. Pour le ministère français des Affaires étrangères, « cette situation est le résultat du blocus imposé par Israël. La France condamne avec la plus grande fermeté les tirs israéliens visant des Palestiniens de Gaza tentant d’obtenir de l’aide humanitaire, qui auraient tué plus de mille personnes lors des deux derniers mois selon l’Onu ».